# Mark Phillips (Guyana)
Pour les articles homonymes, voir Mark Phillips et Phillips.
Mark Phillips, né le 5 octobre 1961 à Georgetown au Guyana, est un militaire et personnalité d'État guyanien, ancien chef d'état-major des Forces armées du Guyana de septembre 2013 à octobre 2016 et Premier ministre depuis le 3 août 2020.